# Jumbor
Jumbor Angzengbang (重機人間ユンボル, Jūki Ningen Yunboru) est un manga d'Hiroyuki Takei. D'abord publié en un volume relié en mai 2007, il a été publié en deux tomes au format kanzenban en août 2010. La version française est éditée par Kana en deux tomes depuis novembre 2012.
Une série nommée Jumbor est actuellement prépubliée dans le magazine Ultra Jump de l'éditeur Shūeisha depuis juillet 2010, et huit tomes sont parus en juillet 2014.

## Synopsis
À la suite du grand cataclysme qui a dévasté le monde tel que nous le connaissons, une nouvelle ère a débuté, celle des valeureux guerriers des travaux dont la mission est de rebâtir un nouveau monde : l'Ère des grands travaux. Le guerrier des travaux Baru de Dovork meurt dans une embuscade en affrontant l'empereur Genber. Mais il revient à la vie 5 ans plus tard, transformé en homme-machine !

## Personnages
Baru Craw
Guerrier de construction légendaire, qui renait sous la forme d'un Jumbor, Jumbor 11d. Il se ralliera à la princesse Rivetta de Dovork et à Nipper Toruss, un guerrier de construction de la team Baru. À présent, Baru a 5 ans, et devra anéantir celui qui l'a tué: Genber Diode.
Rivetta de Dovork
La princesse de Dovork. Lorsque Dovork fut sous le commandement de Genber Diode, elle se réfugia chez le Dr. Doccult, et attendit patiemment le réveil de Baru Craw, le Jumbor 11d, pour reprendre le contrôle de Dovork et détruire Genber.
Nipper Tussor
Un guerrier de construction de la team Baru Craw. Après 5 ans d'inactivité, il décida de se rallier à son capitaine, Jumbor 11d, Baru Craw.
Genber Diode
Un homme fou voulant prendre le contrôle du monde pour ses raisons. C'est aussi le Jumbor 1d, créé pour achever le plan du Dr. Doccult.
Dr. Doccult
Un savant fou, le plus grand savant que la terre ait connu. Il se servira de Genber Diode pour exécuter une partie de son plan. Il est le créateur des Jumbors.
Il existe aussi les Jumbors 2d, 3d, 4d, 5d, 6d, 7d, 8d, 9d, 10d, 12d et 13d, qui sont tous du côté de Genber Diode. A l'exception du Jumbor 3d (vice de grapple) qui rejoindra les rangs de la princesse Rivetta en l'an 3012.

## Manga
La série est publiée entre le 3e et le 14e du magazine Weekly Shōnen Jump en 2007. L'éditeur japonais Shūeisha a rassemblé les dix chapitres individuels en un seul volume relié, publié le 2 mai 2007. Dans le premier volume, l'auteur a dessiné neuf chapitres spéciaux et un recueil de données à la fin du volume. L'éditeur a réédité la série en deux volumes le 4 août 2010, dans une édition kanzenban. Après l'annulation de la série, deux histoires courtes sont publiés dans le magazine seinen Ultra Jump en 2009 et 2010,. À la suite de ce succès, l'auteur décide de créer un reboot de la série originale intitulé Jumbor. La nouvelle série est actuellement publiée dans le magazine Ultra Jump depuis août 2010,.

### Liste des volumes

#### Jumbor Angzengbang
La première édition est sortie le 2 mai 2007.
| no | Japonais       | Japonais          | Français        | Français      |
| no | Date de sortie | ISBN              | Date de sortie  | ISBN          |
| --- | -------------- | ----------------- | --------------- | ------------- |
| 1 | 4 août 2010    | 978-4-08-870081-6 | 2 novembre 2012 | 9782505015727 |
| Liste des chapitres : - Chapitre 1 : 生まれるユンボル (Umareru Yunboru) - Chapitre 2 : 復活のプリンセス (Fukkatsu no purinsesu) - Chapitre 3 : １１人おる！ (11 hito oru!) - Chapitre 4 : (Dr.ドカルトのSUPER工法（クンポー）, Dr. Dokaruto no super kōhō (Kunpō)) - One-shot : ユンボル (Yunboru)                                                                               |                |                   |                 |               |
| 2 | 4 août 2010    | 978-4-08-870082-3 | 2 novembre 2012 | 9782505015734 |
| Liste des chapitres : - Chapitre 5 : ツメシオにて (Tsumeshio nite) - Chapitre 6 : 低い太陽 (Teī taiyō) - Chapitre 7 : ユデンの園 (Yuden no en) - Chapitre 8 : リメンバーリベッタ (Rimenbār Ribeta) - Chapitre 9 : ドカルトトラップ (Dokaruto torāpu) - Chapitre 10 : 「そして建設へ― (Soshite kensetsu he) - One-shot : ユンボル 「荒野の床暖房」 (Yunboru - areno no yukadanbō) |                |                   |                 |               |

#### Jumbor
| no | Japonais         | Japonais          |
| no | Date de sortie   | ISBN              |
| -- | ---------------- | ----------------- |
| 1  | 3 décembre 2010  | 978-4-08-870162-2 |
| 2  | 2 mai 2011       | 978-4-08-870232-2 |
| 3  | 4 novembre 2011  | 978-4-08-870310-7 |
| 4  | 4 juin 2012      | 978-4-08-870412-8 |
| 5  | 10 décembre 2012 | 978-4-08-870597-2 |
| 6  | 19 avril 2013    | 978-4-08-870656-6 |
| 7  | 4 décembre 2013  | 978-4-08-870829-4 |
| 8  | 4 juillet 2014   | 978-4-08-880086-8 |